# Здание главного почтамта (Коломбо)
Главпочтамт в Коломбо (англ. General Post Office, также сокращённо называемый как GPO) — штаб-квартира Почты Шри-Ланки. Здесь же размещается офис Генерального почтмейстера Шри-Ланки.

## История
Здание главпочтамта в Коломбо было построено в 1895 году напротив резиденции губернатора в Доме Короля (в настоящее время Дом президента), на улице Короля (ныне Janadhipath Mawatha — Президентская улица). Архитектура здания имеет черты эдвардианского стиля. Главпочтамт размещался здесь до недавнего времени, когда его перенесли по соображениям безопасности в новое здание, построенное для Почты Шри-Ланки.

## Архитектор
Оригинальное здание на улице Короля было построено архитектором Араси Марикар Вапчи Марикаром (Arasi Marikar Wapchi Marikar; 1829—1925), дедом по отцовской линии сэра Разика Фарида (1893—1984), кавалера Ордена Британской империи. Вапчи Марикар также построил здания Музея Коломбо, таможни Коломбо, Старой ратуши в Петтахе, отеля Galle Face, Аркады Виктории, здания Финли Мойр, часовой башни, Батареи Баттенбурга и др. Старая ратуша в Петтахе, в которой сейчас находится рынок, была построена по контракту на сумму 689 фунтов стерлингов.

## Расположение
- Координаты старого почтамта: 6°55′41″ с. ш. 79°51′28″ в. д.HGЯO
- Координаты нового почтамта: 6°56′10″ с. ш. 79°50′36″ в. д.HGЯO